# Paspalum loefgrenii
Paspalum loefgrenii är en gräsart som beskrevs av Erik Leonard Ekman. Paspalum loefgrenii ingår i släktet tvillinghirser, och familjen gräs. Inga underarter finns listade i Catalogue of Life.